# Spinnende waterkevers

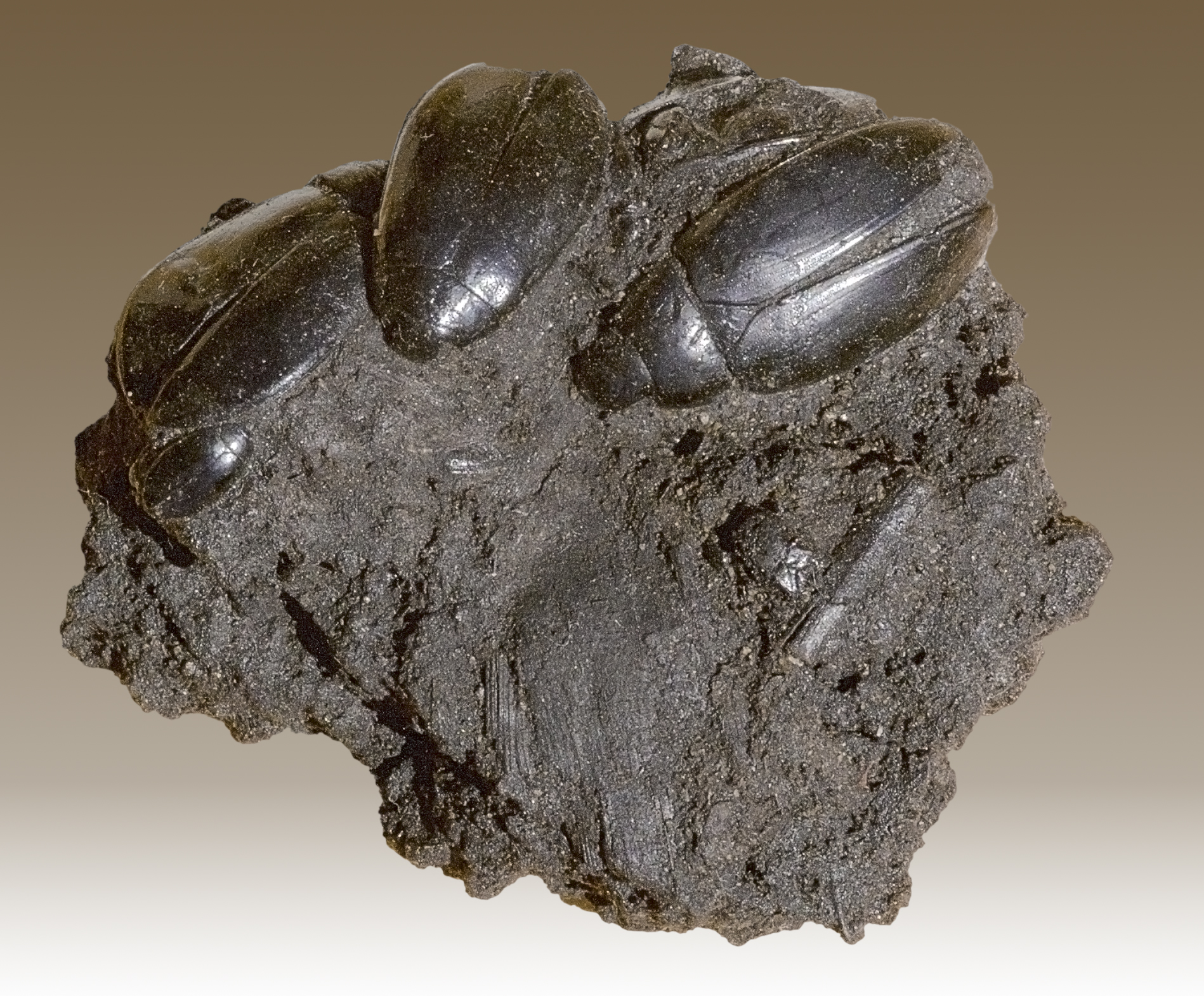
Hydrophilus sp. fossiele vorm

De spinnende waterkevers (Hydrophilidae) zijn een familie van kevers die voornamelijk in het water leven.

## Andere waterkevers
Naast de familie Hydrophilidae zijn er vele keversoorten uit diverse andere families die in het water leven, zoals de schrijvertjes (Gyrinidae). Ook heeft de familie een onderfamilie van soorten die alleen op het land leven, de naam waterkevers dekt de lading niet geheel. In Nederland alleen al komen 13 families uit twee onderordes voor die waterbewonende leden hebben, bij elkaar ongeveer 390 soorten, of ongeveer 9% van de totale Nederlandse soortenrijkdom aan kevers. Enkele soorten die in Nederland en België algemeen voorkomen zijn het schrijvertje, de geelgerande watertor en de spinnende watertor. Alleen de laatste soort behoort overigens tot de familie Hydrophilidae. Zoals alle insecten zijn de meeste waterkevers klein, 256 van de 280 Nederlandse soorten bijvoorbeeld zijn kleiner dan tien millimeter.

## Algemeen
De spinnende waterkevers zijn ontstaan uit landbewonende kevers die naar het water trokken, veel soorten leven ook niet in het water, maar op drijvende planten of oeverbegroeiing, maar kunnen zich goed redden als ze in het water terechtkomen. De soorten die veelal onder water leven zijn vaak zeer goed gestroomlijnd en geheel aan het leven onder water aangepast, o.a. door afgeplatte zwempoten met zwemharen die het oppervlak verbreden en de efficiëntie ervan vergroten. De ademhaling verloopt net als bij andere insecten via buisjes (trachea) in borststuk en achterlijf, maar bij de goed aan het water aangepaste spinnende waterkevers zijn deze geconcentreerd op bepaalde plaatsen op hun lichaam. Ze moeten echter allemaal adem halen aan de oppervlakte, alleen de larven van veel soorten hebben kieuwachtige structuren en leven op de bodem of in waterplanten.

## Taxonomie
De familie is als volgt onderverdeeld:
- Onderfamilie Helophorinae Leach, 1815
- Onderfamilie Epimetopinae Zaitzev, 1908
- Onderfamilie Georissinae Laporte, 1840
- Onderfamilie Hydrochinae Thomson, 1859
- Onderfamilie Spercheinae Erichson, 1837
- Onderfamilie Horelophinae Hansen, 1991
- Onderfamilie Horelophopsinae Hansen, 1997
- Onderfamilie Hydrophilinae Latreille, 1802
  - Tribus Anacaenini Hansen, 1991
  - Tribus Berosini Mulsant, 1844
  - Tribus Chaetarthriini Bedel, 1881
  - Tribus Hydrophilini Latreille, 1802
    - Subtribus Acidocerina Zaitzev, 1908
    - Subtribus Globuloseina García, 2001
    - Subtribus Hydrobiusina Mulsant, 1844
    - Subtribus Hydrophilina Latreille, 1802

  - Tribus Laccobiini Houlbert, 1922
    - Geslacht Afrotormus
    - Geslacht Arabhydrus
    - Geslacht Hydrophilomima
    - Geslacht Laccobius Erichson, 1837
    - Geslacht Oocyclus
    - Geslacht Ophthalmocyclus
    - Geslacht Paracymus
    - Geslacht Pelthydrus
    - Geslacht Scoliopsis
    - Geslacht Tormus
    - Geslacht Tritonus

  - Tribus Sperchopsini Hansen, 1991
- Onderfamilie Sphaeridiinae Latreille, 1802
  - Tribus Andotypini Hansen, 1991
  - Tribus Borborophorini Hansen, 1991
  - Tribus Coelostomatini Heyden, 1891 (1890)
  - Tribus Megasternini Mulsant, 1844
  - Tribus Omicrini Smetana, 1975
  - Tribus Protosternini Hansen, 1991
  - Tribus Rygmodini Orchymont, 1916
  - Tribus Sphaeridiini Latreille, 1802
  - Tribus Tormissini Hansen, 1991

## In Nederland waargenomen soorten
- Genus: Anacaena
  - Anacaena bipustulata
  - Anacaena globulus
  - Anacaena limbata
  - Anacaena lutescens
- Genus: Berosus
  - Berosus affinis
  - Berosus fulvus
  - Berosus hispanicus
  - Berosus luridus - (Tweekleurige waterkever)
  - Berosus signaticollis
  - Berosus spinosus
- Genus: Cercyon
  - Cercyon analis
  - Cercyon bifenestratus
  - Cercyon castaneipennis
  - Cercyon convexiusculus
  - Cercyon depressus
  - Cercyon granarius
  - Cercyon haemorrhoidalis
  - Cercyon impressus
  - Cercyon laminatus
  - Cercyon lateralis
  - Cercyon littoralis - (Stranddwergmesttor)
  - Cercyon marinus
  - Cercyon melanocephalus
  - Cercyon nigriceps
  - Cercyon obsoletus
  - Cercyon pygmaeus
  - Cercyon quisquilius
  - Cercyon sternalis
  - Cercyon terminatus
  - Cercyon tristis
  - Cercyon unipunctatus - (Eenpuntdwergmesttor)
  - Cercyon ustulatus
- Genus: Chaetarthria
  - Chaetarthria seminulum - (Oeverkogeltje)
  - Chaetarthria similis
  - Chaetarthria simillima
- Genus: Coelostoma
  - Coelostoma orbiculare
- Genus: Cryptopleurum
  - Cryptopleurum crenatum
  - Cryptopleurum minutum
  - Cryptopleurum subtile
- Genus: Cymbiodyta
  - Cymbiodyta marginellus
- Genus: Dactylosternum
  - Dactylosternum abdominale
- Genus: Enochrus
  - Enochrus affinis
  - Enochrus bicolor
  - Enochrus coarctatus
  - Enochrus fuscipennis
  - Enochrus halophilus
  - Enochrus melanocephalus
  - Enochrus nigritus
  - Enochrus ochropterus
  - Enochrus quadripunctatus
  - Enochrus testaceus
- Genus: Georissus
  - Georissus crenulatus - (Gekerfde graafkever)
- Genus: Helochares
  - Helochares lividus
  - Helochares obscurus
  - Helochares punctatus
- Genus: Helophorus
  - Helophorus aequalis
  - Helophorus alternans
  - Helophorus aquaticus
  - Helophorus arvernicus
  - Helophorus asperatus
  - Helophorus brevipalpis
  - Helophorus croaticus
  - Helophorus dorsalis
  - Helophorus flavipes
  - Helophorus fulgidicollis
  - Helophorus grandis
  - Helophorus granularis
  - Helophorus griseus
  - Helophorus laticollis
  - Helophorus longitarsis
  - Helophorus maritimus
  - Helophorus minutus
  - Helophorus nanus
  - Helophorus nubilus
  - Helophorus obscurus
  - Helophorus porculus
  - Helophorus pumilio
  - Helophorus redtenbacheri
  - Helophorus rufipes
  - Helophorus strigifrons
  - Helophorus tuberculatus
- Genus: Hydrobius
  - Hydrobius fuscipes - (Roodpootwatertor)
- Genus: Hydrochara
  - Hydrochara caraboides - (Kleine spinnende watertor)
- Genus: Hydrochus
  - Hydrochus angustatus - (Smalle oeverkruiper)
  - Hydrochus brevis
  - Hydrochus crenatus
  - Hydrochus elongatus - (Oeverkruiper)
  - Hydrochus ignicollis
  - Hydrochus megaphallus
  - Hydrochus nitidicollis
- Genus: Hydrophilus
  - Hydrophilus aterrimus - (Oostelijke spinnende watertor)
  - Hydrophilus piceus - (Grote spinnende watertor)
- Genus: Laccobius
  - Laccobius albipes
  - Laccobius atratus
  - Laccobius bipunctatus
  - Laccobius colon
  - Laccobius minutus
  - Laccobius obscuratus
  - Laccobius sinuatus
  - Laccobius striatulus
  - Laccobius ytenensis
- Genus: Limnoxenus
  - Limnoxenus niger
- Genus: Megasternum
  - Megasternum concinnum
- Genus: Paracymus
  - Paracymus aeneus
  - Paracymus scutellaris
- Genus: Spercheus
  - Spercheus emarginatus
- Genus: Sphaeridium
  - Sphaeridium bipustulatum
  - Sphaeridium lunatum
  - Sphaeridium marginatum
  - Sphaeridium scarabaeoides - (Mestzwemtor)